# Thysanotus multiflorus
Thysanotus multiflorus är en sparrisväxtart som beskrevs av Robert Brown. Thysanotus multiflorus ingår i släktet Thysanotus och familjen sparrisväxter. Inga underarter finns listade i Catalogue of Life.